# Poème électronique
Poème électronique est une pièce de musique électroacoustique composée par Edgar Varèse en 1958.

## Contexte
À la suite du scandale de la création de Déserts, le 2 décembre 1954, où intervenaient des interpolations de son organisé, les studios d'enregistrements parisiens refusaient de travailler pour Varèse. Il n'avait pas trouvé de possibilité de travailler en Amérique, où il aurait coûté trop cher de louer un laboratoire et d'engager des techniciens.
À l'occasion de l'Exposition universelle de 1958, le directeur de la maison Philips commanda un pavillon à l'architecte Le Corbusier. Celui-ci répondit « Je ne ferai pas de pavillon ; je ferai un Poème électronique avec la bouteille qui le contiendra », et prit immédiatement contact avec le compositeur.
Le Corbusier expliquera son choix dans une lettre à Fernand Ouellette. « Immédiatement j'ai pensé à Varèse, dont je n'avais pas eu à m'occuper depuis près de vingt-cinq ans. Et cela fut si fort que je déclarai que je n'entreprendrais cette tâche qu'à la condition que ce soit Varèse qui fasse la musique. ».

## Proposition de Le Corbusier

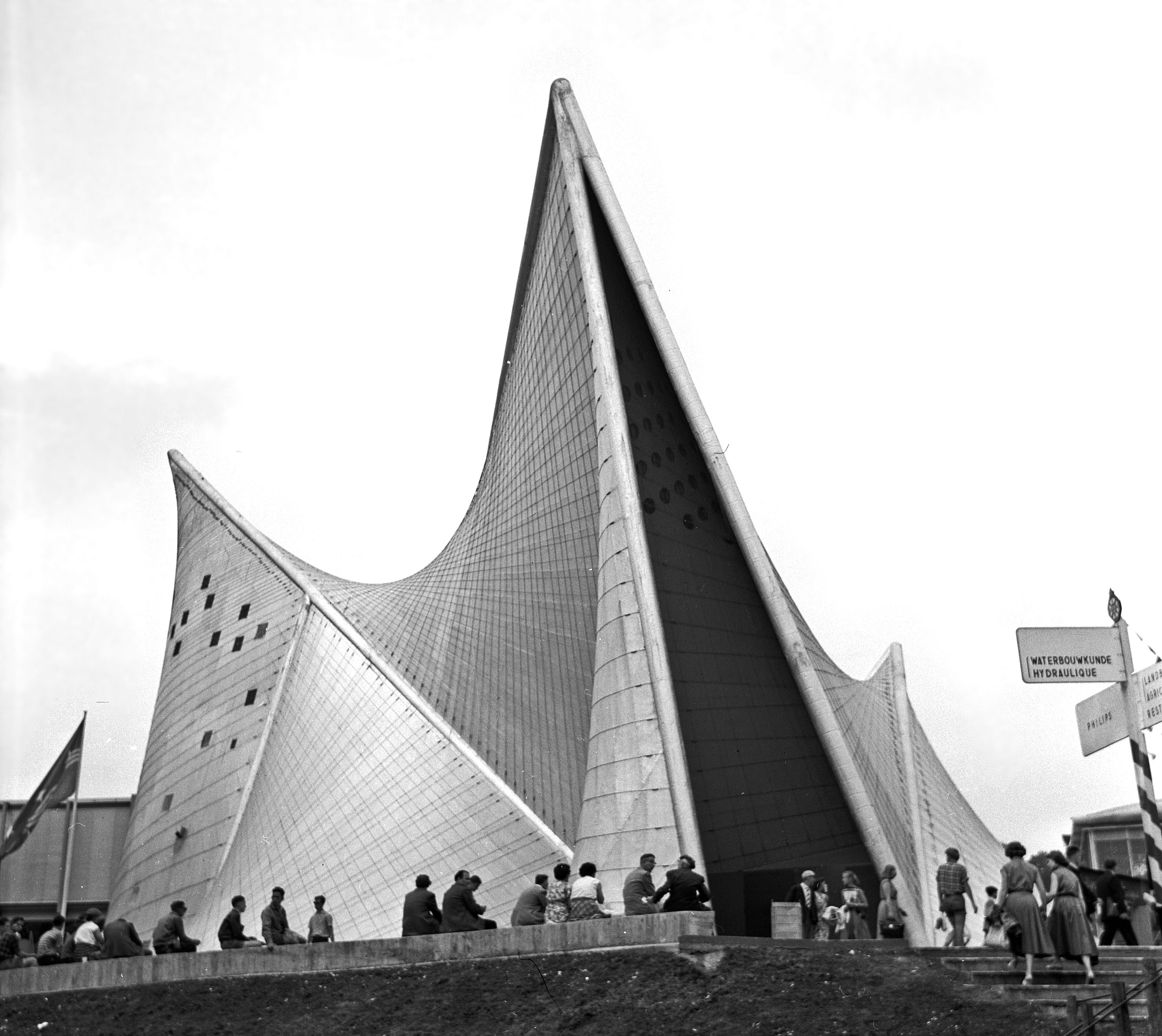
Le Pavillon Philips créé par Le Corbusier et Iannis Xenakis pour l'Exposition universelle de 1958.

Le pavillon fut dessiné par Iannis Xenakis, alors principal collaborateur du grand architecte suisse, qui lui laissa une totale liberté pour la conception et la réalisation sur plans, l'exécution des maquettes et les expérimentations nécessaires. Xenakis transforma l'idée de la bouteille en celle d'une poche stomacale qui digérerait les visiteurs. L'extérieur se présentait comme une vaste tente à trois pointes divergentes. Le Corbusier accepta, à titre exceptionnel, de signer les plans avec lui. 
La musique de Varèse devait être diffusée pendant la projection d'images choisies par Le Corbusier : animaux, idoles, masques et visages, peintures et manuscrits. Aucune synchronisation ne fut prévue. Le Corbusier avait seulement demandé, vers le milieu de l'œuvre, un silence total pour accompagner la brutalité d'une lumière blanche. « Résultat : Varèse un jour m'avoue dans la voiture nous conduisant d'Eindhoven à Bruxelles : « Mon cher Corbu, je n'ai pas pu réaliser ce silence ; c'est précisément le moment où il y a le plus de bruit dans mon affaire ». »

## Création
Le Poème électronique est créé le 2 mai 1958 lors de l'exposition universelle de Bruxelles, enregistré sur une bande à trois pistes et diffusé sur 450 haut-parleurs disposés en « groupes » au-dessus des portes et dans les trois faîtes, en « routes de son » le long des arêtes architecturales, et selon une route horizontale où vingt-cinq grands haut-parleurs reproduisaient les notes et les sons les plus graves. 
Le choix du titre de l'œuvre revient entièrement à Le Corbusier, revenant sur les longues conversations qu'il avait eues avec Varèse sur les questions de « musique électronique ». Le compositeur aimait donner à ses œuvres des titres composés d'un seul mot, évocateur et synthétique, après les avoir composées.
Pour mieux organiser les allées et venues des visiteurs, Xenakis avait composé une musique de trois minutes, Concret PH, fondée sur les données mathématiques de la construction du pavillon, et qui était diffusée pendant les entr'actes.

## Commentaire musical
Le Poème électronique dure exactement 480 secondes, soit huit minutes. L'œuvre, très structurée, utilise des combinaisons de sons très différents (rumeurs, souffles, sons de cloches, percussions). Des glissandi conduisent à des sifflements suraigus. De petits groupes de sons secs et mats sont traités en interversion, puis transformés, mélangés et variés. Les voix font leur entrée après quelques développements, émises par des bouches sans lèvres ni langue, où l'on ne distingue aucune consonne sinon l'appel « O God » (en anglais). Varèse en donnera le commentaire suivant : « Je voulais qu'elle exprimât la tragédie et l'inquisition. »
Le pavillon fut détruit à la fin de l'Exposition, ce que Varèse ressentit comme une injure faite à Xenakis et Le Corbusier. L'œuvre n'est plus disponible que par une conversion sur quatre pistes, simple « épure » du poème tel que conçu et réalisé par Varèse, l'espace en fonction duquel il l'avait écrit ayant disparu.